# Каноббіо
Каноббіо (італ. Canobbio) — громада  в Швейцарії в кантоні Тічино, округ Лугано.

## Географія
Громада розташована на відстані близько 155 км на південний схід від Берна, 19 км на південь від Беллінцони.
Каноббіо має площу 1,3 км², з яких на 55,2% дозволяється будівництво (житлове та будівництво доріг), 5,6% використовуються в сільськогосподарських цілях, 36,8% зайнято лісами, 2,4% не є продуктивними (річки, льодовики або гори).

## Демографія
2019 року в громаді мешкало 2316 осіб (+18% порівняно з 2010 роком), іноземців було 27,1%. Густота населення становила 1809 осіб/км².
За віковим діапазоном населення розподілялося таким чином: 19% — особи молодші 20 років, 60,9% — особи у віці 20—64 років, 20,1% — особи у віці 65 років та старші. Було 1050 помешкань (у середньому 2,2 особи в помешканні).